# Europastraße 233
Die Europastraße 233 (kurz: E 233) ist eine Verbindungsstrecke in den Niederlanden und Deutschland. Sie ist die kürzeste Verbindung zwischen den Räumen Bremen/Hamburg und Amsterdam/Rotterdam. Außerdem bildet sie ein Teilstück der kürzesten internationalen Verbindung zwischen den Niederlanden und Nordosteuropa.

## Verlauf
Sie beginnt in den Niederlanden am Autobahnknotenpunkt Hoogeveen und endet in Deutschland auf der Autobahn A 1 am Bremer Kreuz. Sie verbindet die E 232 mit den Europastraßen 37 und 22.
| Als: | Abschnitt:                                                  | Strecke: |
| A37  | Hoogeveen—Grenzübergang Zwartemeer/Hebelermeer (Emmen)      | 42,0 km  |
| B402 | Grenzübergang Zwartemeer/Twist-Hebelermeer—Meppen—Haselünne | 32,0 km  |
| B213 | Haselünne—Löningen—Cloppenburg                              | 45,3 km  |
| B72  | Cloppenburg—AS Cloppenburg                                  | 12,5 km  |

## Ausbauzustand
Die E 233 beginnt in den Niederlanden als vierspurige Autobahn (A 37); seit Anfang 2008 ist sie in den Niederlanden auf ganzer Länge zur A 37 hochgestuft, seit 2009 ist sie ausgebaut und unter Verkehr.
In Deutschland verläuft sie als vierstreifige Bundesstraße vom Grenzübergang in Twist-Hebelermeer bis zur Anschlussstelle Meppen an der A 31. Die Freigabe des 7,5 km langen Abschnitts erfolgte am 11. Juli 2007. Der weitere Verlauf bis zur Ortsumgehung von Cloppenburg ist zweistreifig. Die Ortsumgehung Cloppenburg ist auf einer Länge von etwa 7 km von Cloppenburg-Stapelfeld bis Cloppenburg-Bethen vierstreifig ausgebaut. Der weitere Verlauf bis zur Autobahn 1 ist zweistreifig. Die verbleibende zweistreifige Strecke der E 233 von der AS Meppen bis zur A 1 ist im „weiteren Bedarf“ des Bundesverkehrswegeplanes zum vierstreifigen Ausbau aufgenommen worden.
Seit Herbst 2007 wurde an einer Umgehung für die Ortschaft Lastrup gebaut. Sie ist dreispurig im 2-zu-1-System ausgebaut und seit Dezember 2009 freigegeben. Im März 2009 wurde vonseiten der Industrie- und Handelskammer (IHK) Grafschaft Bentheim-Emsland-Osnabrück und der Oldenburgischen IHK eine Sponsoring-Aktion ins Leben gerufen, mittels der sich lokale Unternehmen an den Planungskosten des Ausbaus beteiligen können, um so die Realisierung zu beschleunigen.
Ab 2012 sollte das Planfeststellungsverfahren für die acht Ausbaustufen der E 233 von der Anschlussstelle Meppen (A 31) zur Anschlussstelle Cloppenburg (A 1) beginnen. Die Aufnahme in den „Vordringlichen Bedarf“ im Bundesverkehrswegeplan 2030 gab den Planungen eine öffentliche und finanzielle Stütze. Mitte 2017 lagen für sechs Planungsabschnitte Gesehen-Vermerke vor, womit die Planfeststellungsverfahren für diese Strecken beginnen konnten. Für die vollständige Fertigstellung ist derzeit das Jahr 2030 angedacht.

## Geschichte
Der Streckenabschnitt Haselünne–Cloppenburg war Teil der historischen Flämischen Straße, diese wurde um 1425 erstmals als Handelsstraße zwischen Lübeck und Brügge erwähnt.
Im Bundesverkehrswegeplan 2030 ist der Ausbau der Straße im „vordringlichen Bedarf“ aufgelistet worden. Die geplanten Kosten für den Ausbau betragen 719,1 Mio. Euro.

## Überquerte Gewässer

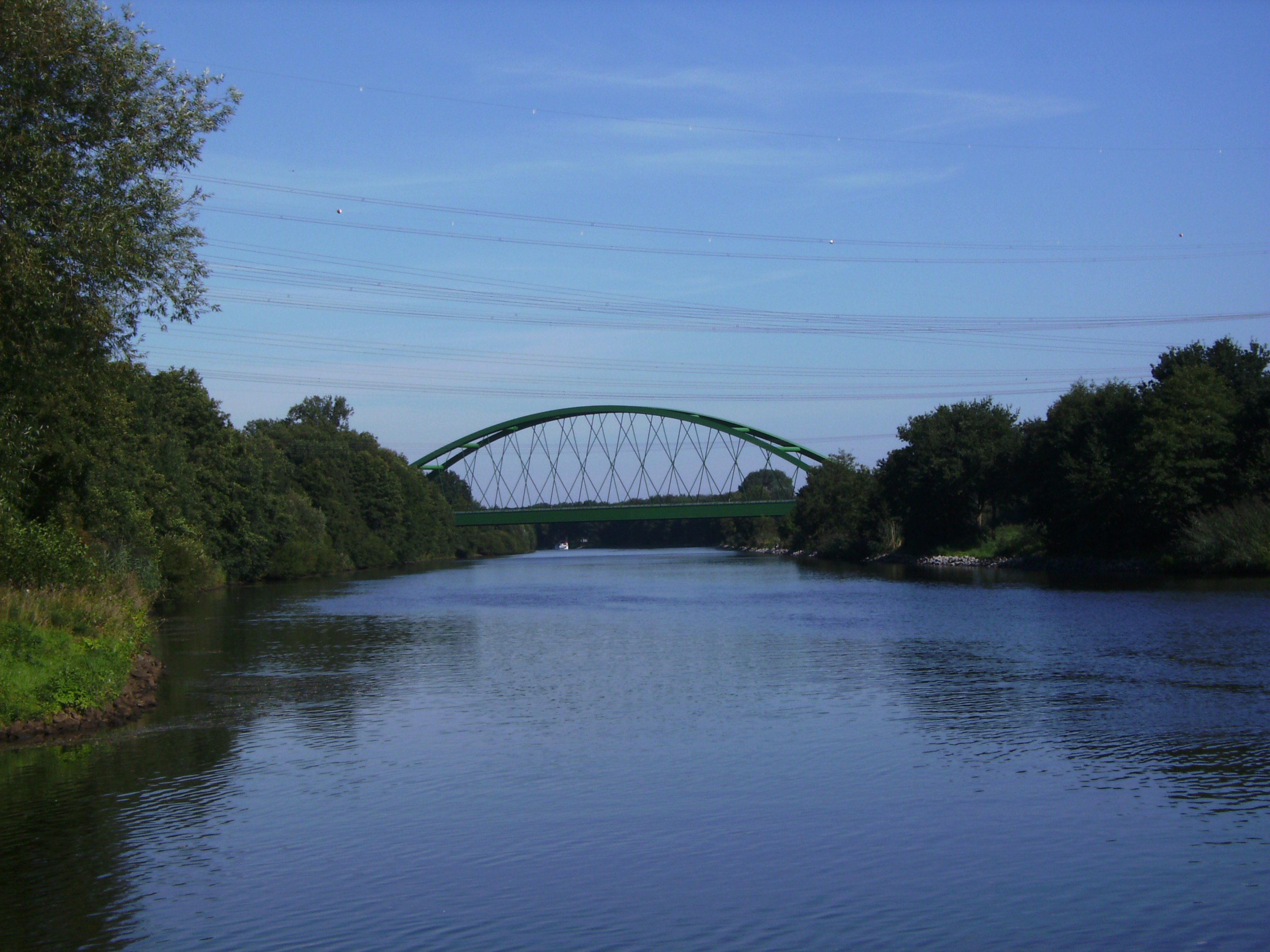
Brücke über die Ems

- Hoogeveense Vaart
- Oranjekanaal
- Süd-Nord-Kanal
- Ems
- Dortmund-Ems-Kanal
- Nordradde
- Mittelradde
- Südradde
- Soeste